# ФФБ Щутгарт
Ферайн фюр Бевегунгсшпиле Щутгарт 1893 (на немски: Verein für Bewegungsspiele Stuttgart 1893 e. V.), или Фау Еф Бе Щутгарт (на немски: VfB Stuttgart), кратка форма „Щутгарт“, е германски спортен отбор от квартала на град Щутгарт Бад Канщат, провинция Баден-Вюртемберг.
45 037-те членове на спортния клуб го правят петата най-голяма спортна организация в Германия и най-голямата в своята федерална провинция. Най-известното спортно отделение на клуба е футболното, което, с изключение на два сезона, участва във всички издания на Първа Бундеслига. Щутгарт е петкратен футболен шампион на страната и печели на три пъти Купата на Германия. Във Вечното класиране на Първа Бундеслига отборът заема четвъртото място.
Освен футбол, в клуба се тренира и лека атлетика, хокей, тенис на маса и хандбал.
Футболистите на Щутгарт играя своите домакинства на градската Мерцедес-Бенц-Арена, разположена в парк Некар. В непосредствена близост до стадиона се намират и клубните административни сгради.

## История
На 9 септември 1893 е основан клубът предшественик на ФФБ под името Щутгарт ФФ. През 1912 е обединен с Кронен-Клуб Констант и взема сегашното си име ФФБ Щутгарт 1893 е. В.. И двата клуба са основани предимно от ученици. ФФ били основани като футболен клуб, но по-късно заиграли футбол като нямали големи успехи. Другият клуб бил основан през 1890 като ръгби клуб, но през 1897 е разформирован и основан като футболен клуб. Констант също няма големи успехи. През Третия Райх Германия има 16 топ лиги – Гаулиги. Потова време ФФБ ихрае в местната Гаулига и се радва на много успехи, печелейки пет пъти Гаулига Вюртемберг. Швабите дори съумяват да достигнат финала на шампионата през 1936 г., който губят от Шалке 04. През 1937 г. стигат трето място е страната, но по-нататък не могат да постигнат голям национален успехдо края на Третия Райх през 1945 г. Сле Втората Световна Война отборът има не малки успехи. Той продължава да играе в местната топ дивизията като я печели три пъти, което го отвежда до плейофите. Там Щутгарт става шампион на два пъти през 1950 и 1952, както идва пъти носител на Купата на Германия през 1954 и 1958 г. Представянето им през този период им донася място сред 16-те първи участици в Бундеслигата, но успехите свършват и отборът се представя посредствено. През 1973 г. отборът се класира за първи път за евротурнири, като участва в Купата на УЕФА. Там, една година по-късно, отпада на полуфинали от победителя Фейенорд (Ротердам). Малко по-късно отборът изпада в криза и се избира нов президент – Герхард Майер-Форфелдер, но отборът изпада от Лигата за два сезона. Първият им сезон е най-ужасният в историята на клуба. ФФБ завършва 11-и, а на един мач публиката е едва 1200 души. Въпреки това на следващия сезон отборът печели титлата във Втора Бундеслига със състав, в който личи името на Отмар Хитцфелд. Първият си сезон в 1. Бундеслига след този позор клубът от Швабия завършва 4-ти. Този сезон средната посещаемост е 53 000 души, рекорд до 90-те. Те правят няколко появи в Купата на УЕФА и се класират винаги в топ 4 на първенството, а през 1984 печелят првата си титла в Бундеслигата и трета общо на страната. През 1986 г. отборът губи финала за купата от Байерн Мюнхен, а през 1989 г. губи финала за Купата на УЕФА от Наполи, в който играе Диего Марадона. През 1992 г. клубът печели 4-та титла на страната след като бие Борусия Дортмунд единствено по голова разлика. На международно ниво Швабите не правят особвнни представяния като така и не успяват да спечелят международен трофей. По-късно се появява Магическото трио – Красимир Балъков, Джовани Елбер и Фреди Бобич. Те печелят Купата на Германия през 1997 г. и стигат до финала за Купата на Носителите на Купи през 1998 г., загубен от ФК Челси. От триото остава само Балъков. Успехите вече трудно идват. През 2000 година Герхард Майер се маха от президентския пост след 25 години на управление. През 2003 г. отборът завършва втори в първенството и се класира година по-късно за Шампионската лига където е отстранен на 1/8 финали, а в тима личат имената на младите звезди Кевин Курани, Тимо Хилдебранд и Александър Хлеб, по-късно продадени на други отбори. Следват няколко участия в Купата на УЕФА, а през 2007 г. отборът печели трета титла в Бундеслигата и участва в Шампионската лига.

## Срещи с български отбори
Щутгарт се е срещал с 4 български отбори в официални срещи.

## Успехи

### Национални
- Шампион на Германия (5): 1950, 1952, 1984, 1992, 2007 г.;
- Вицешампион на Германия (5): 1935, 1953, 1979, 2003, 2024 г.
- Южногермански първенец (3): 1946, 1952 и 1954 г.;
- Първенец на Баден-Вюртемберг (1): 1927 г.;
- Първенец на Вюртемберг (5): 1930, 1935, 1937, 1938 и 1941 г.;
- Носител на Купата на Германия (4): 1954, 1958, 1997 и 2025 г.;
- Финалист за Купата на Германия (3): 1986, 2007 и 2013 г.;
- Носител на Суперкупата на Германия (1): 1992 г.;
- Носител на Южногерманската купа (1): 1933 г.;
- Финалист за Купата на лигата (3): 1997, 1998 и 2005 г.

### Международни
- Финалист за Купата на УЕФА (1): 1989 г.;
- Полуфиналист за Купата на УЕФА (2): 1974 и 1980 г.;
- Финалист за Купата на носителите на национални купи (1): 1998 г.;
- Победител в Купа Интертото (2): 2000 и 2002 г.

## Български футболисти
- Красимир Балъков: 1995/2003 - (236 мача - 54 гола)

## Известни играчи
- Джовани Елбер
- Александър Хлеб
- Кевин Курани
- Матиас Замер
- Фреди Бобич
- Звонимир Солдо
- Фернандо Мейра
- Какау
- Йон Дал Томасон
- Сердар Ташчъ
- Сами Кедира
- Павел Пардо
- Йенс Леман
- Марио Гомес
- Мауро Каморанези